# Бенджи
«Бенджи» (англ. Benji) — американский семейный фильм 1974 года, первый в серии о приключениях собаки по кличке Бенджи. Следующий — «Ради любви к Бенджи».

## Сюжет
Бенджи — обычный дружелюбный беспородный пёс, который живёт в небольшом техасском городке. Местные жители любят его и прикармливают. Вскоре он встречает такую же беспородную подружку. Когда двое детей, которых Бенджи особенно любит, похищены для получения выкупа, две собаки вступают в противоборство с бандитами и освобождают детей.

## В ролях
- Хиггинс[англ.] — Бенджи
- Пэтси Гарретт[англ.] — Мэри
- Синтия Смит — Синди Чапман
- Аллен Фиузат — Пол Чапман
- Питер Брек[англ.] — доктор Чапман
- Кристофер Коннелли — Генри
- Том Лестер[англ.] — Райли
- Марк Слейд — Митч
- Дебора Уолли — Линда
- Херб Вигран[англ.] — лейтенант Сэмюэльс
- Фрэнсис Бавье[1] — дама с котом
- Эдгар Бьюкенен — Билл
- Терри Картер[англ.] — полицейский Таттл

## Награды и номинации[2]
- В 1975 году фильм номинировался на «Оскар» в категории «Лучшая песня» («I Feel Love (Benji’s Theme)»), но не выиграл награды.
- В том же году фильм выиграл «Золотой глобус» в той же номинации.

## Премьерный показ в разных странах[3]
- США — 17 октября 1974
- Аргентина — 23 января 1975
- Западная Германия — 17 октября 1975
- Австралия — 18 декабря 1975
- Франция — 23 июня 1976
- Нидерланды — 1 июля 1976
- Дания — 15 октября 1976
- Финляндия — 13 мая 1977
- Швеция — 10 декабря 1977

## Все фильмы о Бенджи
- Benji — Бенджи (1974)
- For the Love of Benji — Ради любви к Бенджи (1977)
- Benji’s Very Own Christmas Story — Рождественские приключения Бенджи (1978)
- Benji at Work — Бенджи за работой (1980)
- Oh! Heavenly Dog — Божественный пёс (1980)
- Benji Takes a Dive at Marineland (1981)
- Benji the Hunted — Бенджи потерялся (1987)
- Benji: Off the Leash! — Возвращение Бенджи (2004)
- Benji — Бенджи[англ.] (2018)[4]